# تشارلز كالدويل
تشارلز كالدويل (بالإنجليزية: Charles Caldwell)‏ هو موسيقي أمريكي، ولد في مايو 1943، وتوفي في سبتمبر 2003.

## وصلات خارجية
- تشارلز كالدويل على موقع ميوزك برينز (الإنجليزية)